# Antonio Rubbi
Antonio Rubbi (San Biagio d'Argenta, 4 luglio 1932) è un politico italiano.

## Biografia
Nato in una famiglia di braccianti agricoli, aderisce in giovane età al Partito Comunista Italiano e nel 1958 si trasferisce in Unione Sovietica, dove a Mosca accresce la sua formazione politica in funzione del partito.

## Opere
- Legge 17 agosto n. 386 e riforma sanitaria: riflessioni sulla fase transitoria, Bologna, Istituto petroniano studi sociali Emilia Romagna, 1976.
- I partiti comunisti dell'Europa occidentale, Milano, Teti editore, 1978.
- Incontri con Gorbaciov: i colloqui di Natta e Occhetto con il leader sovietico: giugno 1984-novembre 1989, Roma, Editori Riuniti, 1990.
- Appunti cinesi, Roma, Editori Riuniti, 1992.
- Con Arafat in Palestina, Roma, Editori Riuniti, 1996.
- Il Sud Africa di Nelson Mandela, Roma, Teti editore, 1998.
- La Russia di Eltsin, Roma, Editori Riuniti, 2002.
- Memorie del nonno comunista italiano: ai nipoti americani, Ferrara, Este edition, 2020.
- I miei anni a Mosca: memorie di un comunista italiano (1958-1964), Roma, Futura, 2021.
- L'infinito Sessantotto: tra Ferrara e Roma, 1965-1975, Ferrara, La Carmelina, 2023.